# Tau Sculptoris
Tau Sculptoris (121 Sculptoris) é uma estrela na direção da constelação de Sculptor. Possui uma ascensão reta de 01h 36m 08.43s e uma declinação de −29° 54′ 26.8″. Sua magnitude aparente é igual a 5.69. Considerando sua distância de 202 anos-luz em relação à Terra, sua magnitude absoluta é igual a 1.73. Pertence à classe espectral F2V.